# Manoel Afonso de Melo
Manoel Afonso de Melo Neto (Maceió, 20 de abril de 1943) é um advogado, empresário e político brasileiro atuante em Alagoas.

## Biografia
Filho de José Afonso de Melo ex-deputado estadual, e de Josefa Holanda de Melo. Seu pai era irmão de Arnon de Melo. Bacharel em Ciências Jurídicas e Sociais em 1962 pela Universidade Federal de Alagoas, foi oficial legislativo da Assembleia Legislativa até iniciar sua carreira política pelo MDB sendo eleito vereador em Maceió em 1972 e deputado estadual em 1974 e 1978. Em 1982 foi eleito deputado federal pelo PMDB, partido onde ingressou após o fim do bipartidarismo no governo João Figueiredo. Votou a favor das Diretas Já e com o fracasso do movimento sufragou o nome de Tancredo Neves no Colégio Eleitoral em 1985. Candidato a reeleição em 1986 ficou na suplência e dedicou-se às atividades advocatício-empresariais. Retornou à política apenas em 2008 quando perdeu a eleição para prefeito de São Miguel dos Milagres pelo PSC.
É sobrinho do político Arnon de Melo e primo do ex-presidente Fernando Collor.